# 성원경
성원경(成元慶, 1894년 2월 14일 ~ 1975년 7월 30일)은 한국의 기업인 겸 정치인이다. 일제강점기에는 조선총독부 중추원 참의를, 대한민국에서는 민의원의원을 지냈다.

## 생애
충남 예산군 출신으로 일본에 유학하여 주오 대학 경제과를 나왔다. 이후 귀국하여 동아일보 취체역을 지내는 등 기업인으로 활동하였다.
기업인으로서는 언론사 외에도 금융 분야의 호서은행 천안지점장, 섬유 기업인 충남제사회사 사장 등 여러 분야에 참여했다. 예당수리조합장을 지내고 충청남도 도의회원, 면협의원 등을 역임하면서 예산 지역을 넘어 충남을 대표하는 유지로도 활동했다.
천도교 신파가 결성한 시중회와 배영동지회, 조선임전보국단 등 친일 및 전쟁 협력이 목적인 단체에 1930년대부터 꾸준히 가담했다. 이러한 활동으로 일제 강점기 말기에 중추원 참의로 발탁되었다.
태평양 전쟁 종전으로 미군정이 시작되자 대한독립촉성국민회 예산군지부 운영위원장과 반탁독립투쟁위원회 예산지부장을 지내는 등 우익 운동에 뛰어들었다.
1954년 치러진 대한민국 제3대 총선에서는 조선민족청년단 계열의 중진인 윤병구를 누르고 자유당 소속으로 당선되었다. 사사오입 개헌 이후 자유당을 이탈해 민주당에 입당해 있던 중, 4·19 혁명으로 제1공화국이 붕괴되었다. 4·19 혁명 직후 실시된 대한민국 제5대 총선에서는 민주당 소속으로 재선의원이 되었다. 민주당 중앙상무위원회장(1955년)과 대한농지개발영단 이사장을 역임했다.
충청남도 도의회원이던 1935년에 총독부가 편찬한 《조선공로자명감》에 조선인 공로자 353명 중 한 명으로 수록되어 있다. 이 책에 실린 인물평에 따르면 원숙한 인격과 식견으로 여러 방면에서 신망을 얻어 각종 공직에 등용되었고, 충남에서는 없어서는 안될 인물이라고 적혀 있다.
2002년 발표된 친일파 708인 명단과 2008년 공개된 친일인명사전 수록예정자 명단 중 중추원 분야에 선정되었다. 민족문제연구소의 명단에서는 친일단체 부문에도 중복 선정되어 있다. 2009년 친일반민족행위진상규명위원회가 발표한 친일반민족행위 705인 명단에도 포함되었다.

## 역대 선거 결과
|  | 44.71% |

|  | 44.45% |

|  | 42.52% |

|  | 13.5% |

## 같이 보기
- 시중회
- 조선임전보국단
- 조선총독부 중추원

## 참고 자료
- 성원경 - 대한민국헌정회
- 성원경(成元慶) - 국사편찬위원회